# Młyn „Praga”
Młyn „Praga” – drewniany młyn wodny nad Mrogą wybudowany w latach 20. XX w. lub wcześniej zlokalizowany w dawnej osadzie młyńskiej Praga, obecnie na granicy wsi Kołacin i Kobylin, w powiecie brzezińskim, w województwie łódzkim. Obiekt wpisany do gminnej ewidencji zabytków gminy Rogów.

## Historia miejsca
Młyny wodne nad Mrogą w tej lokalizacji wymieniane były w źródłach od przełomu XVIII i XIX w. Zachowała się pamięć o młynie istniejącym w XIX w.: był to drewniany, parterowy budynek usytuowany częściowo na palach nad wodą, a częściowo na stałym lądzie, wyposażony w koło wodne. Młyn ten pełnił funkcję młyna dworskiego. Został rozebrany pod koniec XIX w.

## Obecny młyn
W miejscu po rozebranym młynie wybudowano pod koniec XIX w. nowy młyn dworski. Początkowo był to parterowy budynek drewniany z nadbudówką. Po kilkukrotnych znacznych przebudowach nabrał obecnego kształtu: jest to budynek konstrukcji słupowo-ryglowej na rzucie prostokąta, usytuowany na lądzie, na podmurówce z kamienia łupanego, dwupiętrowy, z dachem dwuspadowym i przylegającą drewnianą turbinownią. Zachowały się dawne ramy okienne z żelaza kutego. Początkowo był poruszany kołem wodnym nasiębiernym i wyposażonym w 2 pary kamieni francuskich, żubrownik, perlak i jagielnik. W okresie I wojny światowej lub krótko po jej zakończeniu zainstalowano turbinę wodną. W okresie międzywojennym młyn posiadał 2 pary walców, 1 parę kamieni francuskich i urządzenia czyszczące. Jego moc przemiałowa wynosiła wówczas około 3-3,5 t zboża na dobę. W okresie II wojny światowej młyn pozostał czynny. W okresie powojennym został upaństwowiony. W 1952 r. w młynie zainstalowano silnik elektryczny. W okresie PRL-u działał pod zarządem Gminnej Spółdzielni „Samopomoc Chłopska” w Rogowie. W latach 70. posiadał 4 pary walców, a jego moc przemiałowa wynosiła około 6 t zboża na dobę. Również w tym okresie w młynie realizowano nagrania do filmu Chłopi (1973, reż. Jan Rybkowski).
W 2024 r. młyn jest nieczynny. Jest wymieniany jako atrakcja turystyczna Kołacina, choć na skutek reformy administracyjnej z 1999 r. znalazł się poza administracyjnym obszarem tej wsi.

## Galeria

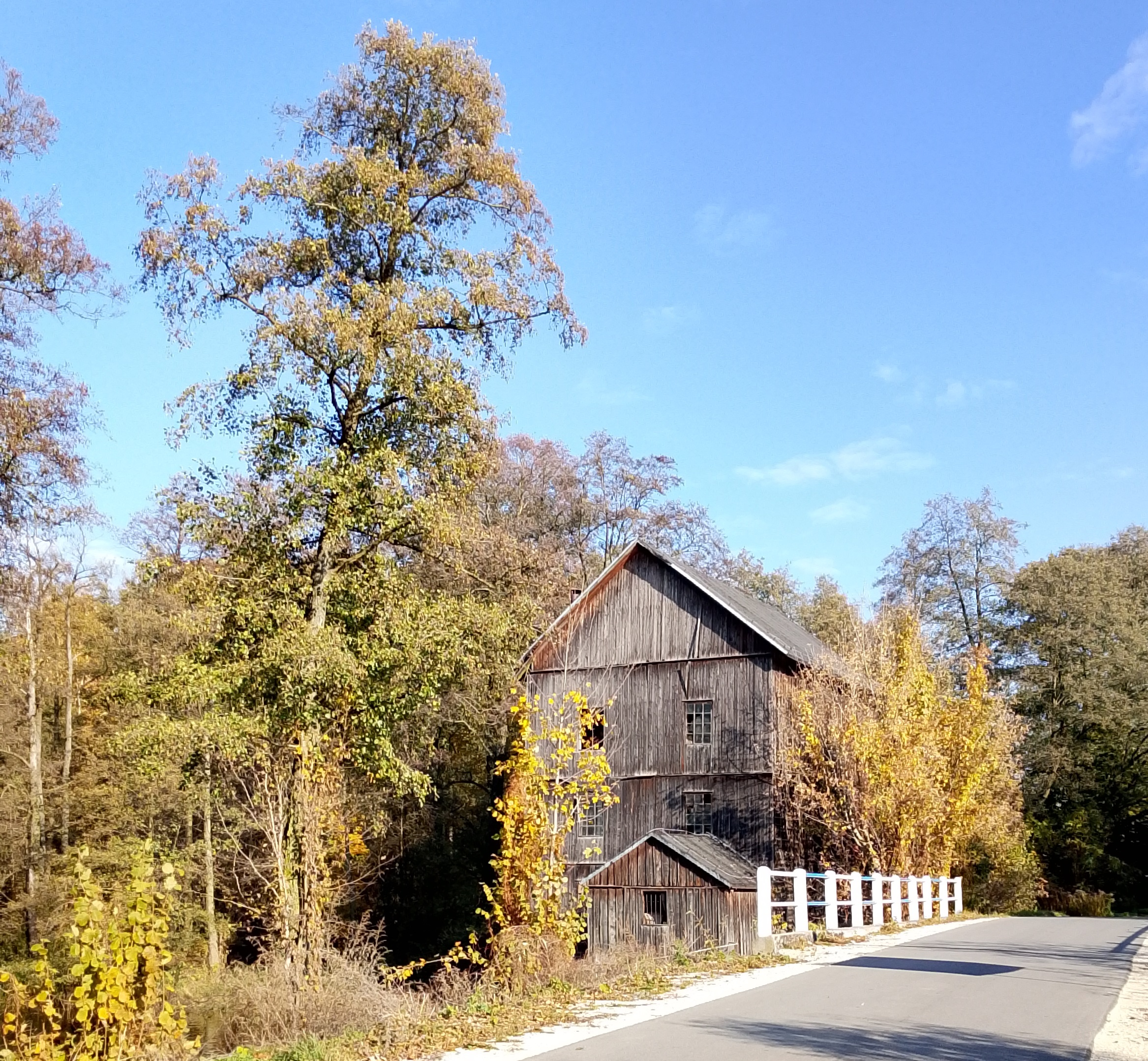
Młyn "Praga" od strony zachodniej (2024)
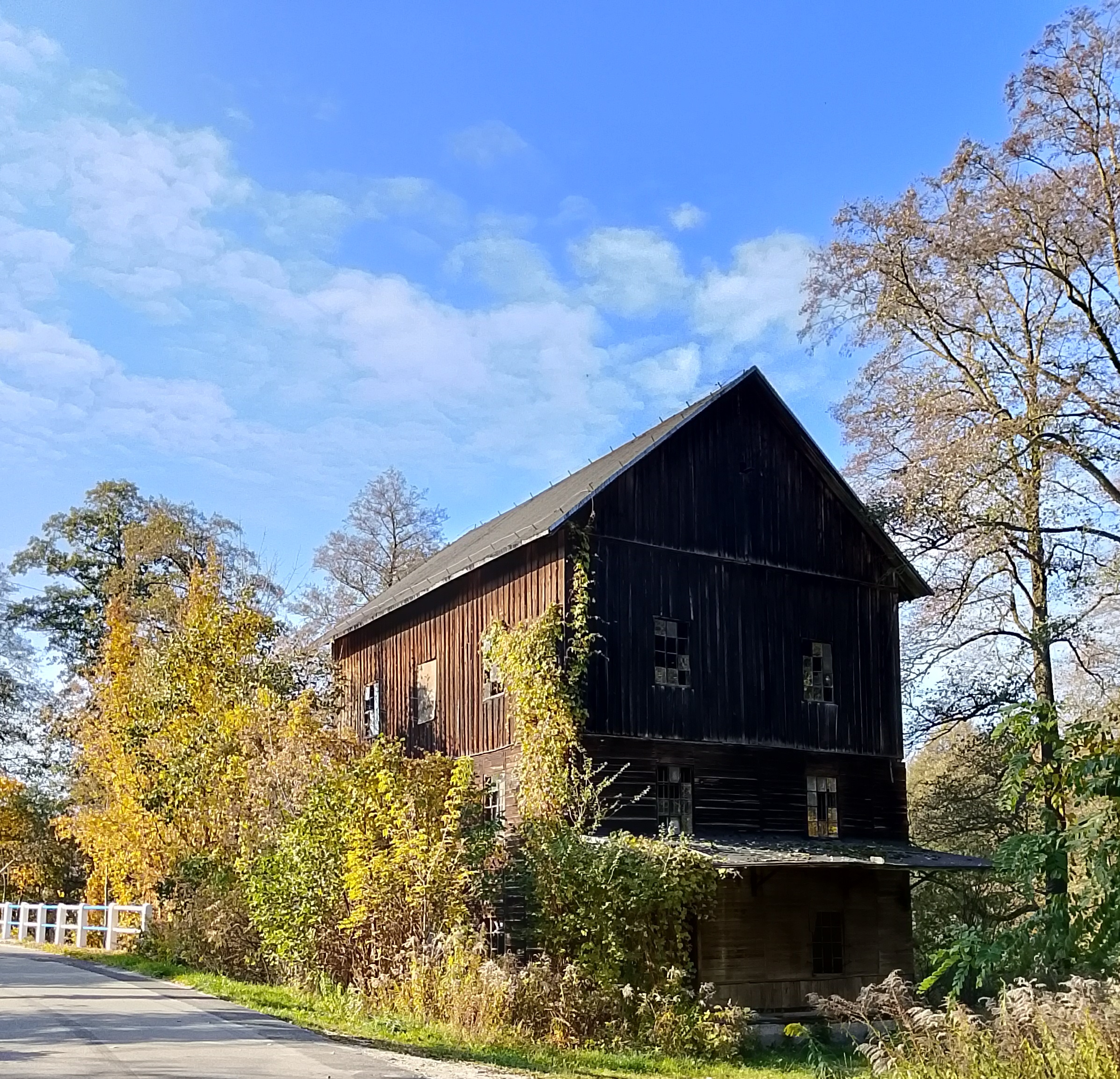
Młyn "Praga" od strony wschodniej (2024)
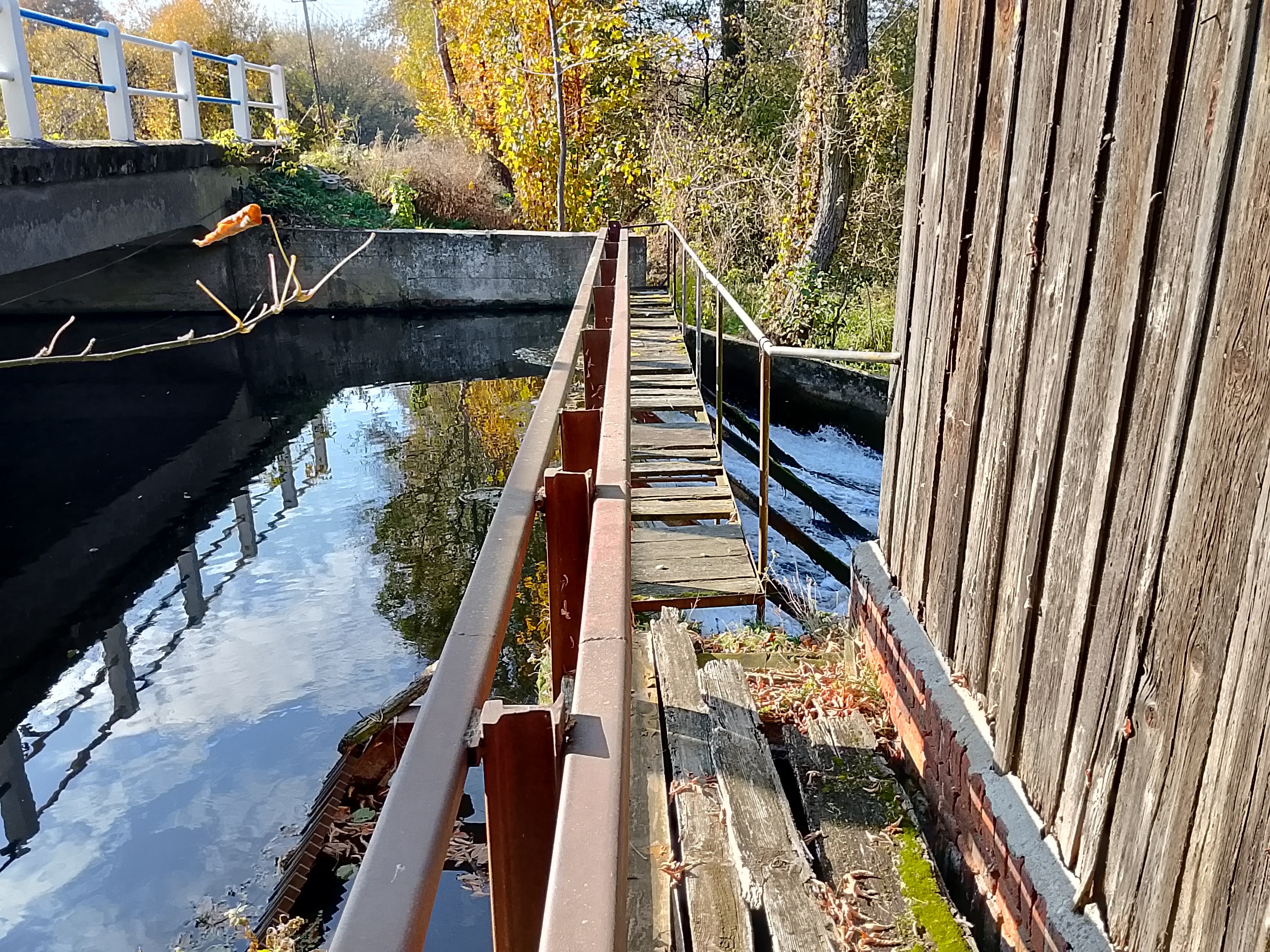
Jaz na Mrodze (2024)
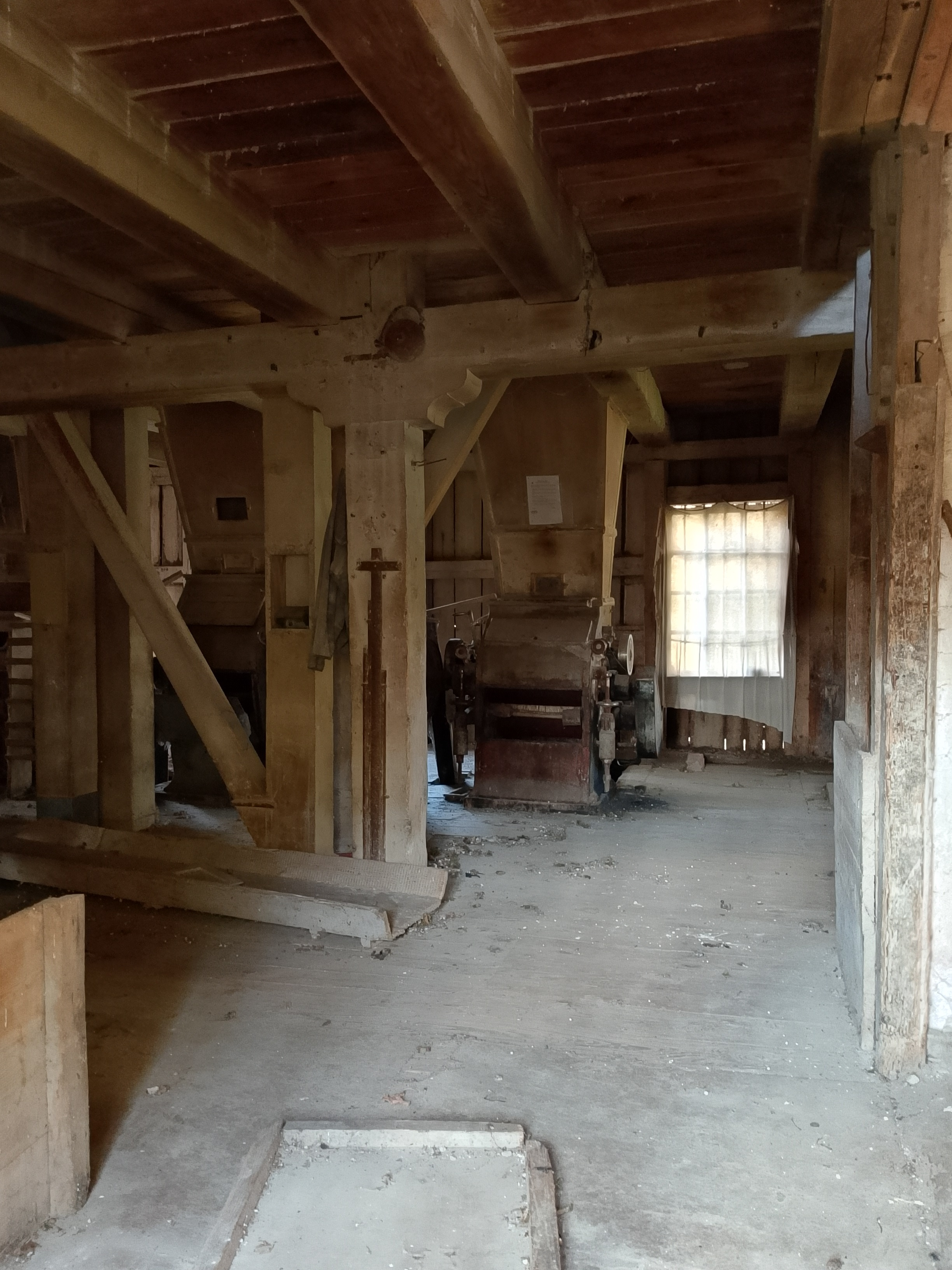
Wnętrze młyna "Praga" (2024)
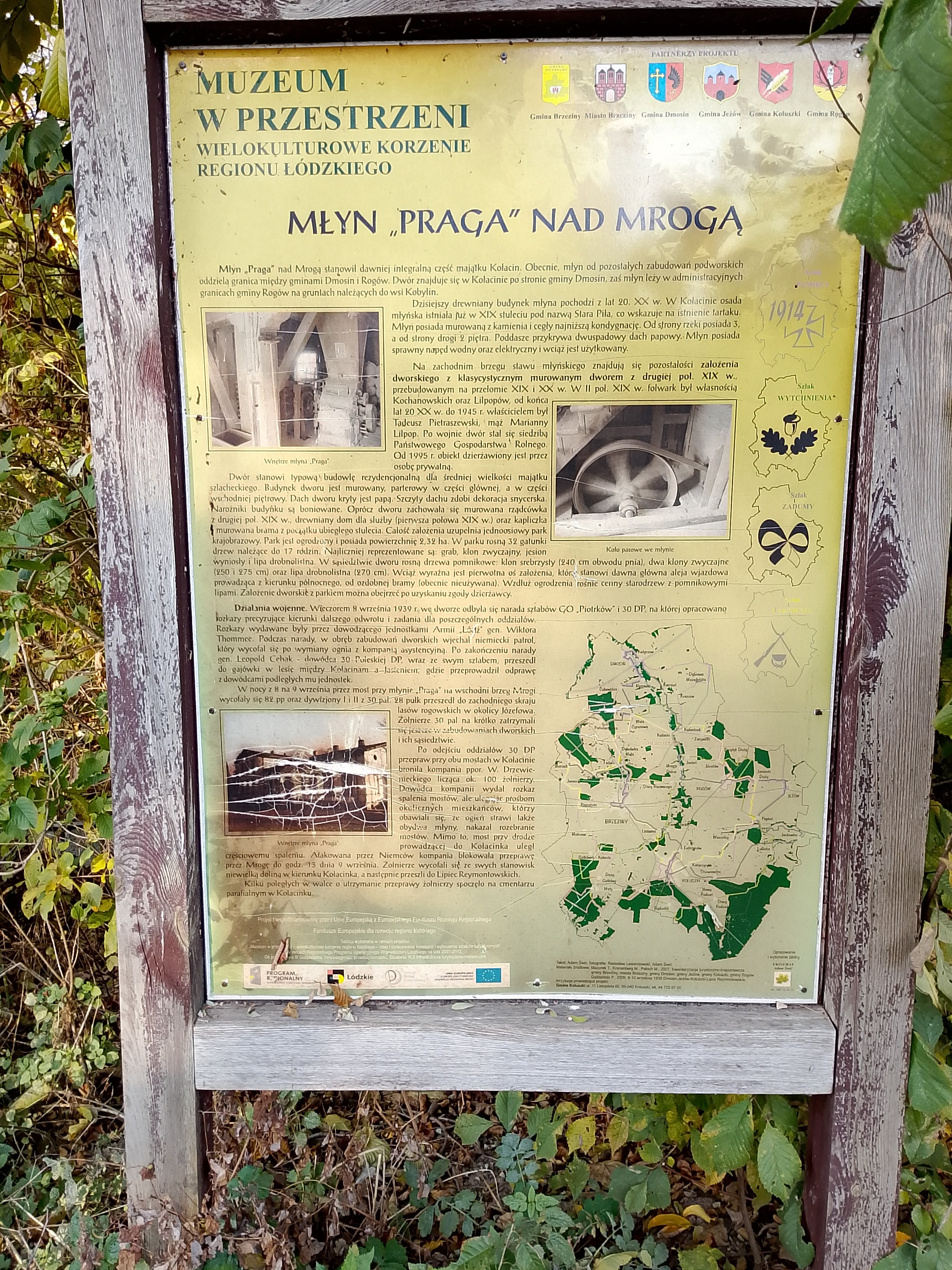
Tablica poglądowa projektu "Muzeum w Przestrzeni - Wielokulturowe Korzenie Regionu Łódzkiego"
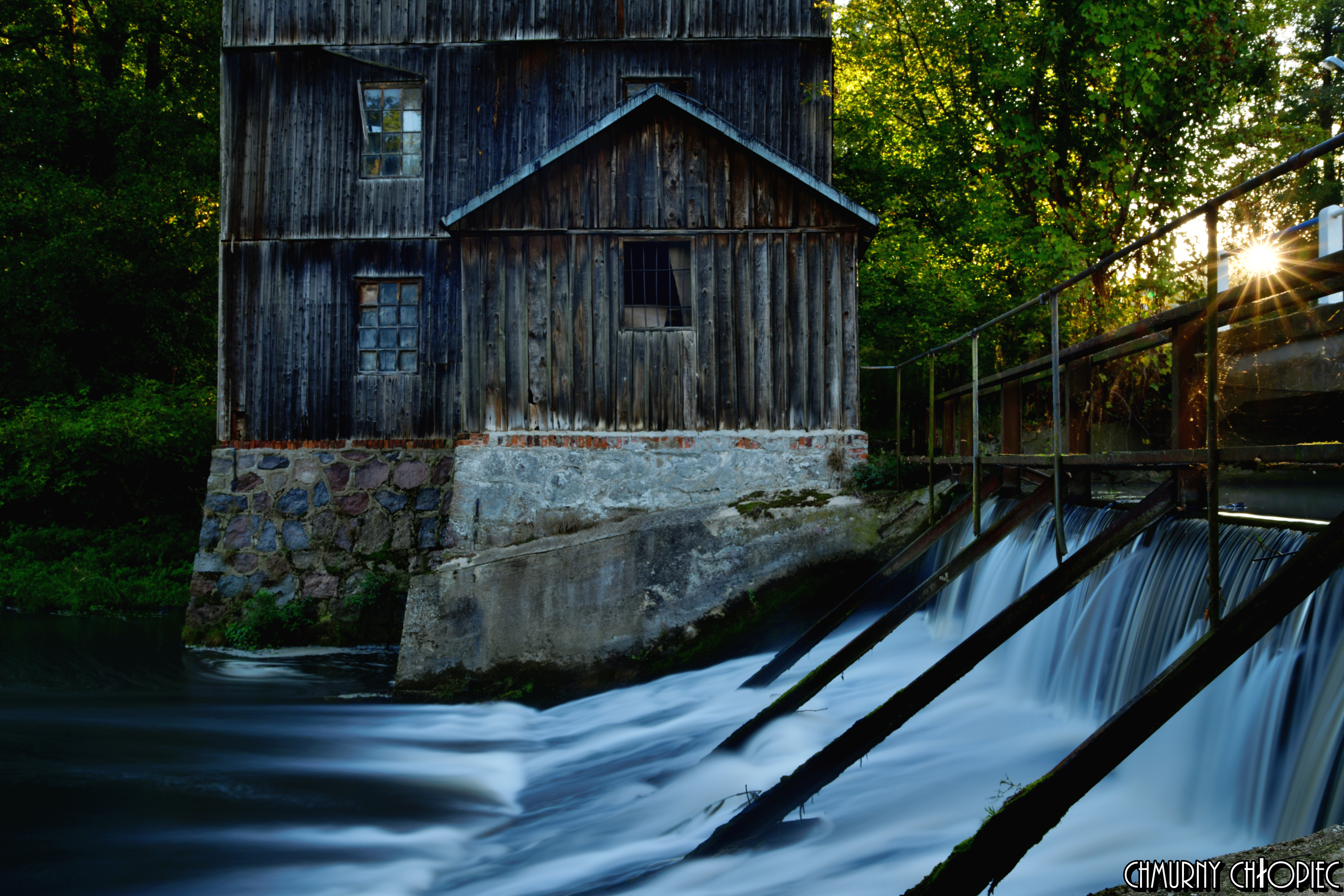
Turbinownia